# Xylotrechus hampsoni
Xylotrechus hampsoni là một loài bọ cánh cứng trong họ Cerambycidae.